# Championnat du Honduras de football 1983
Navigation
Saison précédente Saison suivante
La LINAFUT 1983 est la dix-huitième édition de la première division hondurienne.
Lors de ce tournoi, le CD Olimpia a tenté de conserver son titre de champion du Honduras face aux neuf meilleurs clubs honduriens.
Chacun des dix clubs participant était confronté quatre fois aux neuf autres équipes.
Seulement deux places étaient qualificatives pour la Coupe des champions de la CONCACAF.

## Les 10 clubs participants
| \| Tegucigalpa: Juventud Morazánica CD Motagua CD Olimpia Pumas UNAH San Pedro Sula: CD Dandy CD Marathon Real España San Pedro Sula Tegucigalpa San Pedro Sula Tegucigalpa CD Platense San Pedro Sula Tegucigalpa CD Victoria CD Vida CD Victoria CD Vida \| Localisation des clubs engagés dans le championnat. |
| Tegucigalpa: Juventud Morazánica CD Motagua CD Olimpia Pumas UNAH San Pedro Sula: CD Dandy CD Marathon Real España San Pedro Sula Tegucigalpa San Pedro Sula Tegucigalpa CD Platense San Pedro Sula Tegucigalpa CD Victoria CD Vida CD Victoria CD Vida                                                           |

| Club                | Stade                        | Capacité          | Ville          |
| CD Dandy            | Stade inconnu                | Capacité inconnue | San Pedro Sula |
| Juventud Morazánica | Stade inconnu                | Capacité inconnue | Tegucigalpa    |
| CD Marathon         | Stade Yankel Rosenthal       | 15 000            | San Pedro Sula |
| CD Motagua          | Stade Tiburcio Carias Andino | 35 000            | Tegucigalpa    |
| CD Olimpia          | Stade Tiburcio Carias Andino | 35 000            | Tegucigalpa    |
| CD Platense         | Stade Excelsior              | 10 000            | Puerto Cortés  |
| Real España         | Stade Francisco Morazán      | 20 000            | San Pedro Sula |
| Pumas UNAH          | Stade Tiburcio Carias Andino | 35 000            | Tegucigalpa    |
| CD Victoria         | Stade Nilmo Edwards          | 25 000            | La Ceiba       |
| CD Vida             | Stade Nilmo Edwards          | 25 000            | La Ceiba       |

## Compétition

### Classement
Les dix équipes affrontent à quatre reprises les neuf autres équipes selon un calendrier tiré aléatoirement.
Le classement est établi sur l'ancien barème de points (victoire à 2 points, match nul à 1, défaite à 0).
Le départage final se fait selon les critères suivants :
- Le nombre de points.
- Un match de barrage en cas de qualification en jeu.

| Rang | Équipe              | Pts | J  | G  | N  | P  | Bp | Bc | Diff |
| ---- | ------------------- | --- | -- | -- | -- | -- | -- | -- | ---- |
| 1    | CD Vida             | 44  | 36 | 13 | 18 | 5  | 39 | 28 | +11  |
| 2    | Pumas UNAH          | 40  | 36 | 13 | 14 | 9  | 40 | 26 | +14  |
| 3    | CD Marathon         | 40  | 36 | 14 | 12 | 10 | 36 | 32 | +4   |
| 4    | CD Olimpia (T)      | 39  | 36 | 13 | 13 | 10 | 39 | 26 | +13  |
| 5    | Real España         | 39  | 36 | 14 | 11 | 11 | 35 | 30 | +5   |
| 6    | CD Motagua          | 36  | 36 | 14 | 8  | 14 | 36 | 36 | 0    |
| 7    | CD Victoria         | 34  | 36 | 12 | 10 | 14 | 31 | 40 | -9   |
| 8    | CD Platense (P)     | 32  | 36 | 8  | 16 | 12 | 29 | 39 | -10  |
| 9    | Juventud Morazánica | 29  | 36 | 7  | 15 | 14 | 29 | 44 | -15  |
| 10   | CD Dandy            | 27  | 36 | 6  | 15 | 15 | 22 | 35 | -13  |

| Légende : Qualifications et relégations | Légende : Qualifications et relégations                             |
| --------------------------------------- | ------------------------------------------------------------------- |
|                                         | Coupe des champions de la CONCACAF 1984 (3e Tour de qualification)  |
|                                         | Coupe des champions de la CONCACAF 1984 (1er Tour de qualification) |
|                                         | Relégué en Liga Nacional de Ascenso                                 |
|                                         | (T) : Tenant du titre (P) : Promu de la saison 1982                 |

## Bilan du tournoi
| Tableau d'Honneur                   |           |
| Compétition                         | Vainqueur |
| Liga Nacional de Fútbol de Honduras | CD Vida   |

| Qualifications continentales 1984-1985 |                    |
| Coupe des champions de la CONCACAF     | Qualifiés          |
| 1er tour de qualification              | CD Vida Pumas UNAH |

| Promotions et relégations           |                      |
| Relégué en Liga Nacional de Ascenso | CD Dandy             |
| Promu de Liga Nacional de Ascenso   | Sula de La Lima (en) |